# Sportsnet World
Sportsnet World est une chaîne de télévision sportive payante canadienne anglophone lancée le 10 août 2007 et appartenant à Rogers Sports & Media qui diffuse des matchs de football (soccer) et de rugby des championnats anglais, sans pauses publicitaires.

## Programmation
Elle diffuse notamment les matchs :
- de Premier League
- de 2e division anglaise
- de la coupe d'Angleterre
- de la coupe de la Ligue anglaise
- du championnat d'Écosse
- Tournoi des Six nations

## Histoire
Depuis janvier 1996, un service intitulé Sports/Specials Pay-Per-View appartenant à CTV Sportsnet était en service, et a été vendu à Rogers en février 2003 à la suite de sa vente de Sportsnet. Malgré sa licence pay-per-view, Setanta Sports Canada a été lancée le 10 août 2007 sous forme de télévision payante afin de couvrir le Championnat d'Angleterre de football 2007-2008 avec un horaire 24 heures sur 24 sans pauses publicitaires.
Le 18 octobre 2007, le CRTC a approuvé la demande de licence de Sportsnet 2, puis a transféré la chaîne Setanta dans cette licence dont Setanta Sports North America Limited détient un tiers des parts.
Le 3 octobre 2011, Setants Sports est devenu Sportsnet World, permettant une meilleure promotion entre les chaînes de Rogers. Les parts de Setanta ont été vendues à MLM Management, dont les droits de diffusion de Setanta ont été maintenus. Les parts de MLM Management ont été vendus à Rogers au début 2012.